# برای پنهان کردن یک پلیس
برای پنهان کردن یک پلیس (انگلیسی: Pour la peau d'un flic) فیلمی جنایی-دلهره‌آور به کارگردانی و بازیگری آلن دلون است که در سال ۱۹۸۱ منتشر شد.

## بازیگران
- آلن دلون
- آن پاریو
- میشل اوکلر
- ژان-پیر داراس
- آنیک آلانه
- پاسکال روبر
- کلر نادو
- بریژیت لائه
- دومینیک زاردی
- میری دارک